# Philippe Pascot
Pour les articles homonymes, voir Pascot.
Philippe Pascot, né le 29 mai 1954 dans le 7e arrondissement de Paris, est un écrivain et homme politique français. Il est administrateur de l'association anti-corruption Anticor.

## Biographie

### Débuts en politique
Philippe Pascot a exercé les fonctions de conseiller municipal à Bondoufle (élu de 1989 à 2001), maire-adjoint à Évry aux côtés de Manuel Valls (élu de 2001 à 2014), conseiller régional d’Île-de-France (PRG) et président de la commission formation professionnelle (2004 à 2010), ainsi que président de la fédération Parti radical de gauche (PRG) de l’Essonne,. À compter de 2009, il ne fait plus de politique dans un parti.
Il poursuit toutefois ses engagements et prises de position, notamment en faveur du Brexit ; ainsi, en 2020, il prend la parole sur scène aux côtés de François Asselineau, Florian Philippot et Nicolas Dupont-Aignan à l'occasion de la soirée organisée par l'Union populaire républicaine pour célébrer le retrait du Royaume-Uni de l'UE.

### Publications
Philippe Pascot est connu pour ses publications sur le thème des abus de pouvoir d'une minorité qui ternit l’ensemble de la classe politique française. Son ouvrage le plus vendu est Pilleurs d’État (2015), vendu à 100 000 exemplaires et classé dans les meilleures ventes 2016 d’essais politiques. Son dernier manifeste Allez (presque tous) vous faire… est la suite de Pilleurs d’État. Il reconnaît l'engagement, la valeur et la sincérité d'une grande majorité d'élus et milite pour une transparence totale de l'exercice politique. Il est engagé dans de nombreux[Combien ?] combats de société. Il est l'instigateur, avec quelques amis, de la demande d'un casier judiciaire vierge (B2) pour être élu.

### Autres activités
Il est depuis 1989 directeur de la Halle du Rock au sein du Grand Paris Sud. Il gère une quarantaine de groupes musicaux au sein de 4 studios de répétition et un studio d’enregistrement. La Halle du Rock est à l'origine de l’éclosion de plusieurs groupes comme les Silmarils et Mister Gang. La gestion de cette structure est basée sur l'humain d'abord[réf. nécessaire].
De 2004 à 2010, il s'occupe activement du seul orchestre symphonique noir au monde (l'Orchestre symphonique kimbanguiste ou OSK) en République démocratique du Congo. Il organise des stages de formation pendant 5 ans, des concerts de présentation de l'orchestre. Il permet la réalisation et la production d'un film documentaire sur l'orchestre, Kinshasa Symphony (2010).

#### Famille
Philippe Pascot est le père de six enfants dont Panayotis Pascot, devenu à 17 ans chroniqueur de l'émission politique satiriste Le Petit Journal (de septembre 2015 à juin 2016) puis de Quotidien (depuis septembre 2016), avec des micro-trottoirs humoristiques,. Paul Pascot, un autre de ses fils, est comédien, auteur de pièces de théâtre comme La Soucoupe et le Perroquet. Ce dernier avec son frère Paolin Pascot, s'est associé en 2023 avec Panayotis Pascot et Thomas Wiesel pour lancer une structure proposant des services liés à la comédie aux entreprises. Domaine que connaissait déjà Paolin, cofondateur en 2019 d'un Comedy Club à Paris avec Fary où JR s'impliqua,. Par ailleurs, Paolin Pascot est aussi en 2014 cofondateur d'une plateforme de commerce en ligne destinée aux exploitations agricoles. Puis, en 2016, il lance une communauté de start-ups et d’entreprises agricoles françaises ,,.

## Décorations
- Chevalier de l'ordre des Arts et des Lettres en 2001.

## Publications

### Essais
- Philippe Pascot et Graziella Riou Harchaoui, Délits d’élus : 400 politiques aux prises avec la justice, Paris, Max Milo (réimpr. 2016) (1re éd. 2014), 448 p., 15 × 23 cm (ISBN 2315005442 et 2315007097, OCLC 874921681, BNF 44269850, SUDOC 177220724, présentation en ligne).
- Pilleurs d’État, Paris, Max Milo, mai 2015  (ISBN 978-2315006366).
- Du goudron et des plumes (suite de Délits d'élus), Paris, Max Milo, avril 2016  (ISBN 978-2315007097).
- Pilleurs de voix, Paris, Max Milo, février 2017  (ISBN 978-2315008070).
- Allez (presque tous) vous faire…, Paris, Max Milo, mars 2017  (ISBN 978-2315008070).
- Pilleurs de vies, Paris, Max Milo, août 2018  (ISBN 2315008654)[22]
- Mensonges d'état, Paris, Max Milo, 2019.  (ISBN 978-2-31500-894-0)
- Abstention piège à cons, Derniers virages avant la démocrature, avec Stéphane Guyot & André Bercoff, Paris, Max Milo, 2022, 89 p.  (ISBN 978-2315010158)
- Les cons ça ose tout... moi aussi !, Bonneton, 2 mai 2023.  (ISBN 978-2384870394)
- Le pouvoir du pire: Pour ouvrir les yeux à tous ceux qui ont les oreilles bouchées, Paris, Max Milo, 19 avril 2023.  (ISBN 978-2315010776)
- Pilleurs d'État - Encore et encore, Paris, Max Milo, 348 p., 6 février 2025  (ISBN 978-2315023202)

### Préfacier
- Préface du livre d’Étienne Chouard, Notre cause commune : instituer nous-mêmes la puissance politique qui nous manque (préf. Philippe Pascot), Paris, Max Milo, 2019, 122 p. (ISBN 978-2-315-00882-7).